# Thalurania furcata
Thalurania furcata là một loài chim trong họ Trochilidae.